# Cingia de' Botti
Cingia de' Botti é uma comuna italiana da região da Lombardia, província de Cremona, com cerca de 1.277 habitantes. Estende-se por uma área de 14 km², tendo uma densidade populacional de 91 hab/km². Faz fronteira com Ca' d'Andrea, Cella Dati, Derovere, Motta Baluffi, San Martino del Lago, Scandolara Ravara.

## Demografia
| Variação demográfica do município entre 1861 e 2011                               |
|                                                                                   |
| Fonte: Istituto Nazionale di Statistica (ISTAT) - Elaboração gráfica da Wikipedia |